# دورنوردی
دورنوردی (به انگلیسی: Teleportation) یا تلپورت  مفهومی است که به جابه‌جایی ماده بین دو نقطه بدون پیمودن متداول فضای بین دو نقطه مورد نظر، اشاره می‌کند. به عبارت دیگر انتقال یک ماده از یک نقطه به نقطه دیگر بدون عبور از فضای فیزیکی ما بین آن‌ها است. این فناوری شامل تبدیل ماده به داده-نور، انتقال به مقصد و تبدیل مجدد به ماده اولیه است. 
نیروی هوایی آمریکا از سال ۲۰۰۴، مطالعات خود بر این دانش را آغاز کرده‌است.

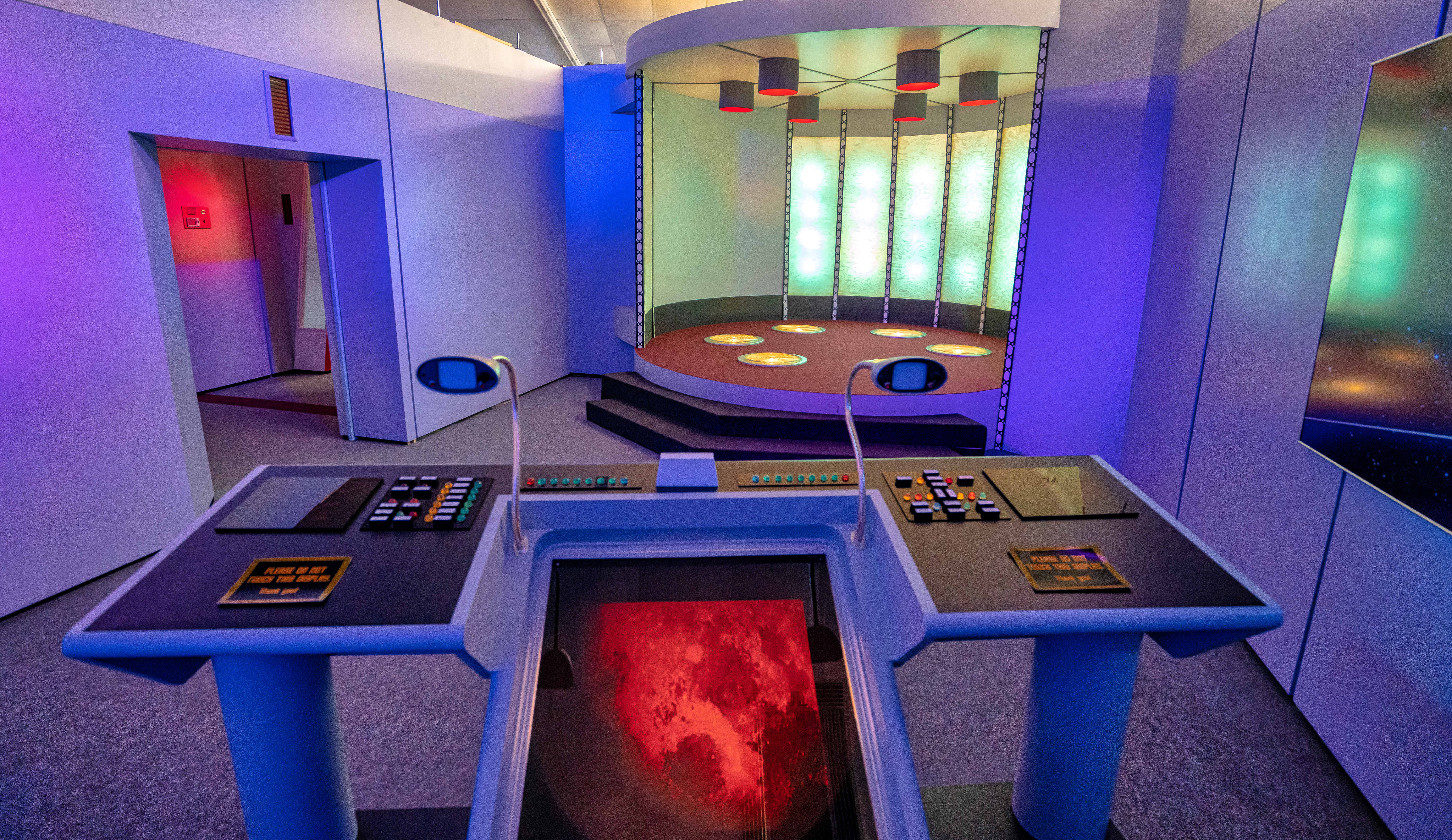
نمایی از دکور اتاق حمل و نقل پیشتازان فضا. در سری اولیهٔ این‌مجموعهٔ علمی‌تخیلی، ماجرا از این قرار است که سفینهٔ فضایی انترپرایز که مجهز به پیشرانه‌های پادماده است و می‌تواند با سرعتی بیشتر از سرعت نور حرکت کند، به مأموریتی ۵ ساله برای کشف دنیاهای ناشناخته و ارتباط برقرار کردن با تمدن‌های فرازمینی فرستاده شده‌است.

## دورنوردی در فرهنگ روایی و داستانی
انتقال از راه دور بیشتر در داستان‌های علمی - تخیلی شایع است که از آن جمله می‌توان به جنگ ستارگان، دروازهٔ ستارگان و پیشتازان فضا اشاره کرد. همچنین این مفهوم در باورهای عامیانه نوعی توانایی فرابشری به‌شمار می‌رفته‌است و داستان‌های زیادی نیز در این زمینه بیان شده‌است. حتی در مکتب اعتقادی نظیر اسلام مورد تأیید قرار گرفته‌است.

### طی‌الارض
در قران کتاب آسمانی مسلمانان، داستانِ  تخت بلقیس از سبا به اسرائیل به وسیله آصف بن برخیا وزیر سلیمان که به گفته قرآن، علمی از کتابی خاص را داشت،
البته طی الارض هیچ ارتباطی با دور‌ نوردی ندارد

## دورنوردی در فیزیک
تا پیش از کشف کوانتوم، دورنوردی از دیدگاه فیزیک غیرمنطقی و خرافی انگاشته می‌شد. با این حال سال‌ها طول کشید تا پس از کشف فوتون و خاصیت دوگانه موجی - ذره‌ای نور الکترومغناطیس، (اصل دوبروی)، وجود دورنوردی در ذرات بنیادین به اثبات برسد. این اکتشافات باعث آغاز پژوهش‌ها در این زمینه شد. هم‌اکنون در بسیاری از گروه‌های فیزیک کوانتوم و ذرات بنیادین در این زمینه تحقیق می‌شود.
پژوهشگران دانشگاه فناوری دلفت هلند در ماه مه ۲۰۱۴ (خرداد ۱۳۹۳) برای نخستین‌بار موفق به دورنوردی اتم‌ها بین دو نقطه در فاصله ۳ متری از یکدیگر شدند که می‌تواند به معنای امکانپذیر بودن دوربری انسان در آینده باشد. در این پژوهش، اطلاعات رمزگذاری شده به ذرات زیراتمی را بین دو نقطه در فاصله ۳ متری از یکدیگر با دقت ۱۰۰ درصدی منتقل کردند؛ اطلاعات به راحتی از یک سمت به سمت دیگر منتقل شد و هیچ عاملی نتوانست این فرایند را مختل کند. این دستاورد نخستین گام برای توسعه شبکه‌های شبه‌اینترنت بین رایانه‌های کوانتومی فوق‌سریع محسوب می‌شود.
رونالد هنسون سرپرست این تحقیقات گفت: آنچه ما دورنوردی می‌کنیم، حالتی از ذره است. اگر اعتقاد داشته باشید که ما چیزی جز مجموعه‌ای از اتم‌های به هم متصل نیستیم، ازنظر اصولی، می‌توانیم خود را از یک نقطه‌به‌نقطه دیگر دورنوردی کنیم. اما این فرایند نه تنها در عمل امر بسیار بعید به نظر می‌رسد بلکه انجام آن نیز بسیار خطرناک است با این حال با توجه به اینکه هیچ قانون فیزیک بنیادی مانع از این فرایند نیست، تله پورت را نمی‌توان منتفی دانست. اما زمان چنین کاری در آینده بسیار دور خواهد بود.

## موارد مرتبط
دور نوردی کوانتومی
در هم تنیدگی کوانتومی
آکادمی آمبرلا (مجموعه تلویزیونی)